# 前302年
| 千纪： | 前1千纪 |
| 世纪： | 前5世纪 \| 前4世纪 \| 前3世纪 |
| 年代： | 前330年代 \| 前320年代 \| 前310年代 \| 前300年代 \| 前290年代 \| 前280年代 \| 前270年代                                                                             |
| 年份： | 前307年 \| 前306年 \| 前305年 \| 前304年 \| 前303年 \| 前302年 \| 前301年 \| 前300年 \| 前299年 \| 前298年 \| 前297年                                               |
| 纪年： | 周赧王十三年 魯後文公元年 齊宣王十八年 趙武靈王二十四年 魏襄王十七年 韓襄王十年 秦昭襄王五年 楚懷王二十七年 宋康王二十七年 衛嗣君三十三年 燕昭王十二年 中山王𧊒八年 |

## 大事記
- 趙國開始推行趙武靈王「胡服騎射」的軍事改革。
- 楚太子橫逃回楚國，秦楚兩國交惡
- 秦昭襄王與魏襄王、韓太子韓嬰會於臨晉。
- 秦予魏蒲阪。
- 塞琉古一世與旃陀羅笈多締結了和約，結束塞琉古-孔雀戰爭，塞琉古帝國將今日的巴基斯坦和阿富汗南部割讓給孔雀王朝，換回500頭大象，雙方進行聯姻。

## 出生
- 秦孝文王，秦國君主（逝世前250年）。